# Bob Younger
Robert Ewing Younger (1853. – 1889.), poznatiji kao Bob Younger, bio je jedan od braće Youngera i član James-Youngerove bande.
Rođen je u Missouriju 29. listopada 1853. kao trinaesto od četrnaest djece. Tijekom Građanskog rata, njegova braća Cole i Jim jahali su s Quantrillovim jahačima, a Bob je ostao kući zbog toga što je imao tek 8 godina. Od svih užasa rata, vidio je i ubojstvo svoga oca, Henryja Washingtona Youngera, od strane vojnika Unije kao i spaljivanje svoje rodne kuće. Poslije rata, njegova braća zajedno s braćom James formiraju James-Youngerovu bandu, kojoj je u narednih deset godina djelovanja orobila brojne banke, kočije, vlakove. Bob se bandi pridružio 1873. s 20 godina. Velika prekretnica u djelovanju bande dogodila se u rujnu 1876., kada je banda orobila banku u Minnesoti i ubila jednog djelatnika te se ubrzo nakon toga našla iza rešetaka. Bob Younger ranjen je u lakat i poslije u prsa. Osuđen je na doživotnu robiju. 16. rujna 1889. umire od tuberkuloze. Njegovo je tijelo pokopano na povijesnom groblju u Lee Summitu u Missouriju.